# Großer Winterberg
Großer Winterberg (v překladu Velká Zimní hora) je kopec ve Svobodném státě Sasko v Německu na území města Bad Schandau. S výškou 556 m n. m. je druhým nejvyšším vrcholem Saského Švýcarska (nejvyšší je Großer Zschirnstein). Hora je ve své horní části čedičová, podklad je z kvádrového pískovce. Na její jižní straně prochází státní hranice mezi Německem a Českou republikou.

## Původ jména
Již ve středověku byla hora označována jako Winterberg (Zimní hora), vzhledem k tomu, že na jejím vrcholu bývá sněhová přikrývka po delší dobu než v okolí.

## Poloha a okolí
Großer Winterberg se nachází v zadním Saském Švýcarsku; jižní úbočí hory zasahuje do sousedního Českého Švýcarska. Na západním úpatí hory – u řeky Labe – se nacházejí vesnice Schmilka a Hřensko (německy Herrnskretschen).
Großer Winterberg je součástí většího souvislého horského pásma, Českosaského Švýcarska nebo také Labských pískovců (něm.: Elbsandsteingebirge). Severním směrem leží Kleiner Winterberg a dále pak skalní oblasti zvané Opičí skály (Affensteine) a Zjizvené skály (Schrammsteine). Jihovýchodním směrem je v Českém Švýcarsku známá Pravčická brána, největší přírodní pískovcový skalní most v Evropě. Nachází se na území Národního parku Saské Švýcarsko.

## Historie
Großer Winterberg patřil do panství Wildensteinů. Ti ho prodali v roce 1492 po zaplacení 1200 rýnských zlatých pánům z Vartenberka. Ponechali si ale celý jižní svah až do míst, kterými vede dnešní hranice Německa s Českou republikou. Již v roce 1819 byl na jižním vrcholu hory u lesního hospodářství postaven první penzion. Dům ale v roce 1821 vyhořel. V letech 1840–1846 zde byl postaven hotel ve stylu švýcarských horských hotelů s rozhlednou na vrcholu. Tato budova existuje dodnes a je chráněnou památkou.

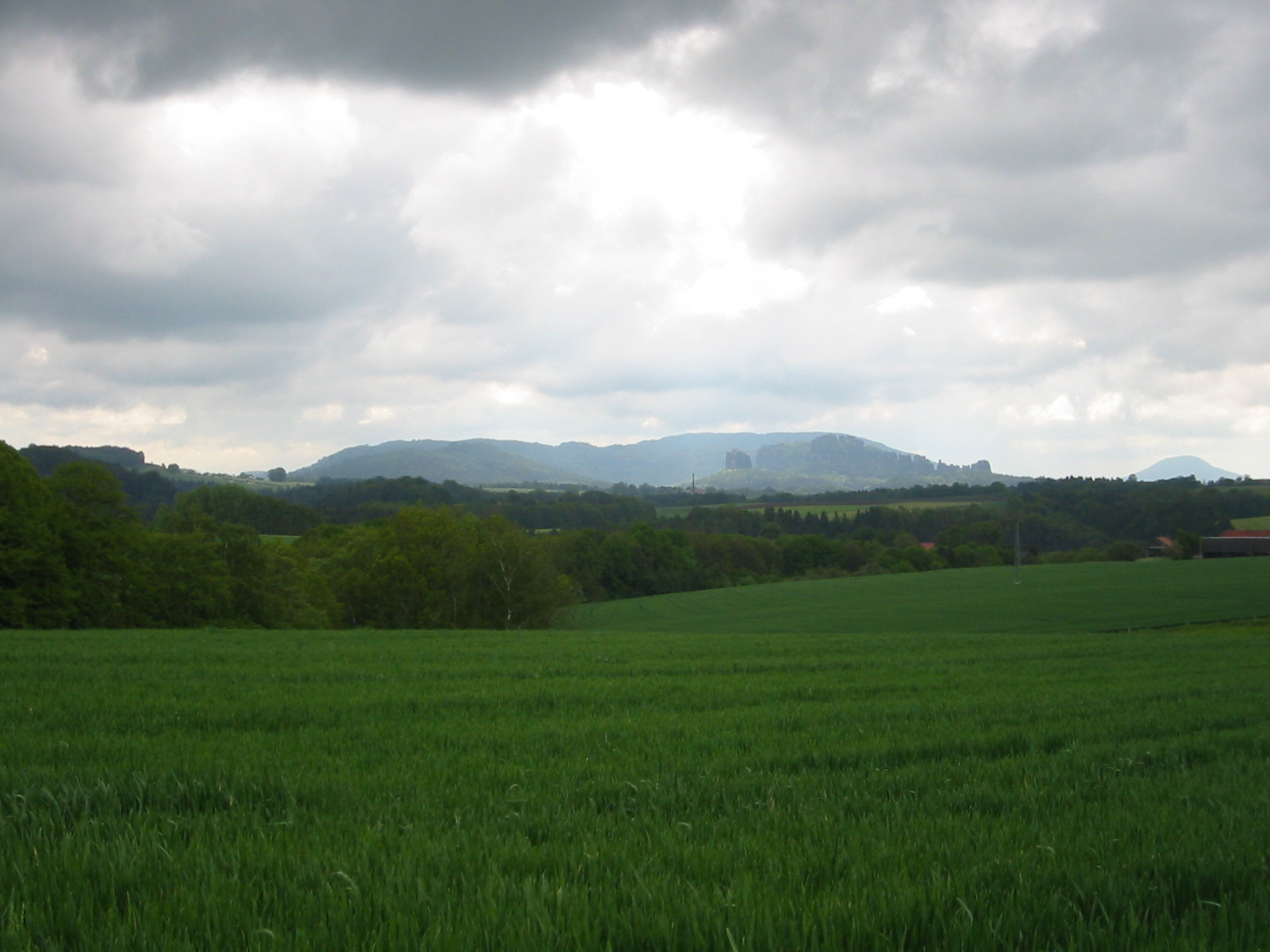
Panorama krajiny mezi Bad Schandau a Hřenskem - v pozadi masív Großer Winterbergu a vpravo na obzoru Růžovský vrch

Od roku 1945 se dostal Großer Winterberg do správy obchodního sdružení Bad Schandau z okresu Pirna. Po invazi vojsk Varšavské smlouvy byl hotel na Großer Winterbergu od srpna 1968 do června 1969 obsazen Sovětskou armádou. Později pak sloužil jako ubytovna pro celní správu a potom jako rekreační středisko stavební firmy z Drážďan. V letech 1990 až 1994 nebyla budova nijak využívána. Od května 1994 si hotel pronajali dva zemědělci z Drážďan, kteří zde provozují restauraci. Sousední nevyužívanou budovu, tzv. Ledárnu, v roce 1990 zařídila správa Národního parku Saské Švýcarsko jako informační středisko.

## Výhled
Z rozhledny hotelu je panoramatický výhled na rozsáhlé lesy a skalnaté krajiny Saského a Českého Švýcarska. Na východě lze spatřit vrcholky Lužických hor a ve vzdálenosti asi 90 km siluetu Jizerských hor a Krkonoš. Na jihozápad uvidíme mírně zvlněné náhorní plošiny Krušných hor, na jih pak hory Českého středohoří, mezi nimiž se ukazuje majestátná Milešovka. Směrem na severozápad se otevírá pohled do údolí Labe. V dálce je možno spatřit věž vysílače na Collmbergu u města Oschatz. Dřevěná rozhledna je vysoká 15,5 metru. Od 70. let 20. století byla značně zchátralá a musela být uzavřena. Stavba prošla rekonstrukcí v letech 2007 až 2008 a koncem roku 2008 byla opět zpřístupněna veřejnosti.

## Výstup na vrchol
Dobrým výchozím bodem je ves Schmilka, odkud vede na vrchol několik různých tras. Přes Großer Winterberg prochází řada různých turistických cest. Mezi nimi např. Evropská turistická E3, a také International Mountain Trail Eisenach-Budapešť.

## Galerie

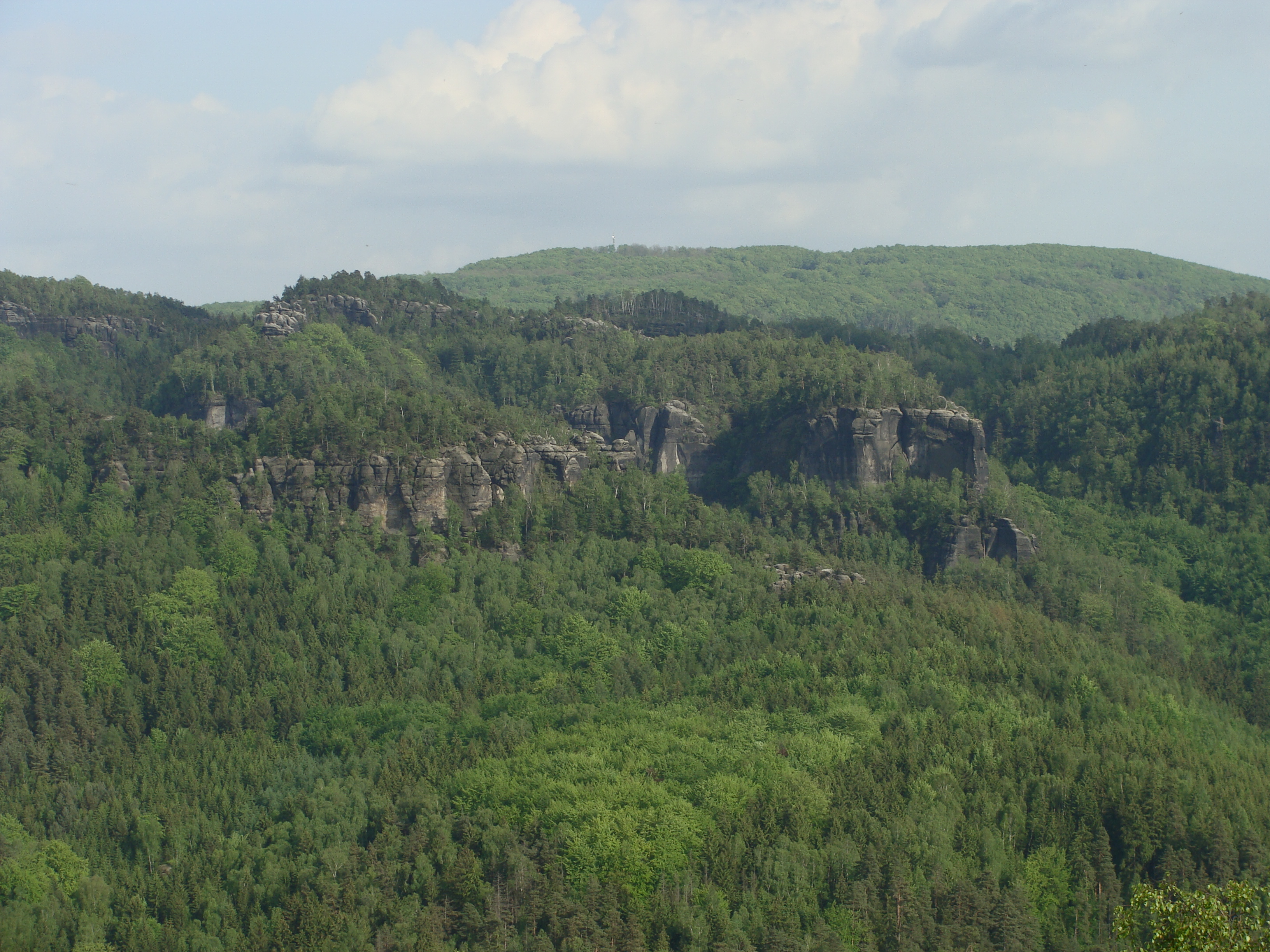
Pohled z Hohe Liebe směrem k Winterbergu
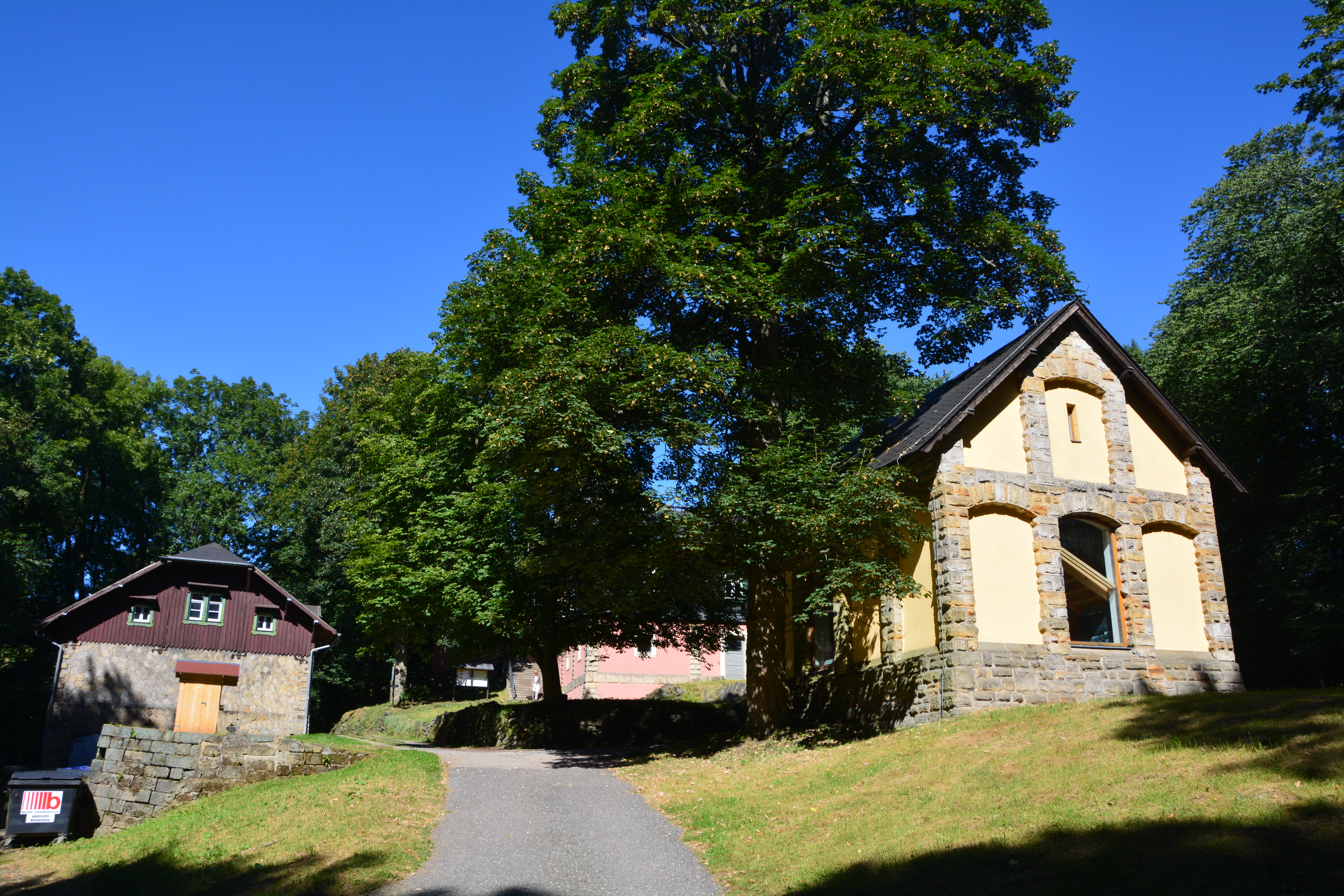
Malířská cesta (Malerweg) na vrcholu
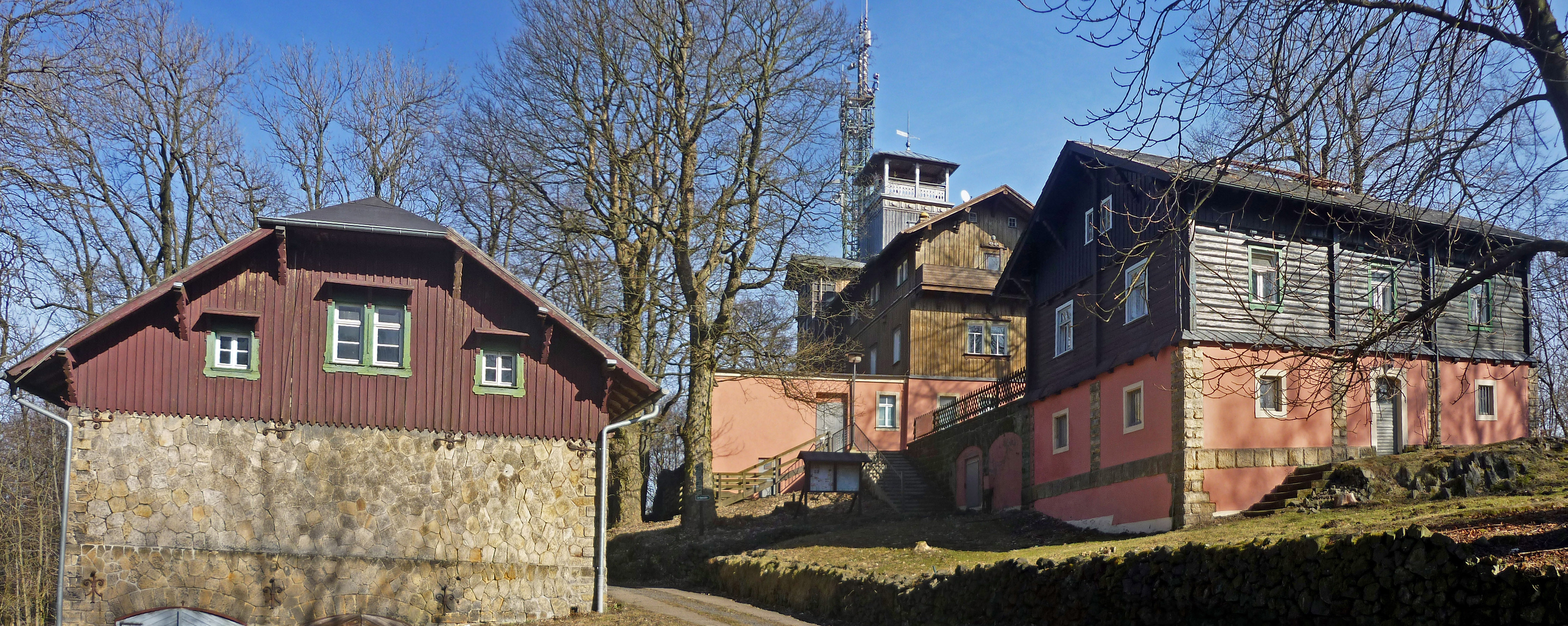
Komplex budov s rozhlednou (uprostřed)
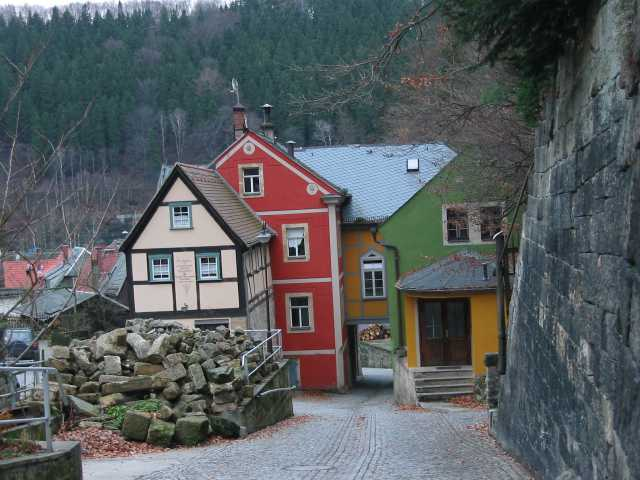
Cesta ze Schmilky na Winterberg